# The Signs
『The Signs』（ザ・サイン）は、NHKワールドTV製作で、日本放送協会（NHK）が取り組む持続可能な開発目標（SDGs）実現へ向けた長期キャンペーン「未来へ 17アクション」の一環として、全世界向けに英語放送しているテレビ教養番組である。2022年3月放送開始。
SDGs達成のための様々な国内外の施策を15分間にまとめてレポートしている。

## 放送日時
- NHKワールドTV - 毎週土曜日12:40-12:55（初回）、19:40-19:55、23:40-23:55、日曜日5:40-5:55（いづれも日本時間　不定期で休止日あり）[1]
- NHK BS1 - 毎週金曜日4:30-4:45（7日遅れ。番組表の上では木曜深夜）